# Hoobastank
Hoobastank is een Amerikaanse rockband, afkomstig uit Californië. De band kende een internationaal succes met de single The Reason uit 2004, die ook in Nederland en Vlaanderen een hit werd. Daarnaast stonden enkele andere liedjes van Hoobastank in de schijnwerpers: Crawling In The Dark (2001) werd vaak in anime gebruikt, Right Before Your Eyes (2004) was de soundtrack van de film Daredevil, Losing My Grip was de soundtrack van de film The Scorpion King en Connected (2003) was te horen in de populaire game Halo 2.

## Biografie
Hoobastank werd in 1994 gevormd in Agoura Hills, een voorstadje van Los Angeles County. Zanger Doug Robb en gitarist Dan Estrin deden op school mee aan een competitie tussen bands en besloten om een band te gaan vormen. Nadat ze Markku Lappalainen en Chris Hesse erbij betrokken hadden, was Hoobastank geboren. Volgens zanger Doug Robb heeft de naam geen specifieke betekenis. "You're going to ask me what it means. It doesn't mean anything. And it's really cool, it's one of those old high school inside-joke words that didn't really mean anything."
Hoobastank trad eerst in eigen regio op met een uniek saxofoongeluid, waar ze Jeremy Wasser voor gevonden hadden. Met hem namen ze het album They Sure Don't Make Bastketball Shorts Like They Used To op in 1998. Na dit album stopte de band met het saxofoonelement, omdat ze een andere kant uit wilden met hun muziek. Hoobastank had inmiddels lokaal een aardige reputatie opgebouwd en werd in 2000 gecontracteerd door Island Records. Daarna volgden er tours met vergelijkbare bands, zoals Lostprophets, Incubus, Alien Ant Farm, Linkin Park, Agent Sparks en Nickelback.

### Het succes
In november 2001 begon Hoobastank aan een pro-carrière. De eerste single was Crawling In The Dark, die een succes werd. Vooral in rocklijsten scoorde Hoobastank hoog. Doug Robb zei later dat Crawling In The Dark het beste de band vertegenwoordigt. Running Away was hun tweede single en die was nog succesvoller, ook al zat er minder rock in. Hun album Hoobastank werd uiteindelijk Platina en er volgden tours naar Europa en Azië. Ze brachten daarna een derde single uit, getiteld Remember Me. Deze scoorde over het algemeen minder goed dan de voorgaande singles.
In 2003 dook Hoobastank de studio in met Howard Benson, die al eens plaatjes opgenomen had met P.O.D. en Cold. De opnames werden verstoord doordat gitarist Dan Estrin betrokken raakte in een 'mini-bike' ongeluk. Zijn revalidatie nam drie maanden in beslag. Aan het eind van dat jaar verscheen Hoobastanks album, The Reason. Hun eerste single was Out Of Control; opnieuw een single met veel rock, net als Crawling In The Dark. De single had echter nog wel een boodschap: dat je vaak tot dingen of mensen verleid wordt en dat je daardoor verblind raakt. De single scoorde goed in Amerika en was ook te horen in Duitsland, Engeland, Zweden, Finland, Canada en Australië. De tweede single was uiteindelijk het liedje, waar het album op gebaseerd was; The Reason. Dit is Hoobastanks grootste hit. Na een 1e plaats in de Amerikaanse lijsten, 1e rock-plaats wereldwijd, 10e plaats in Australië en een 12e plaats in Engeland, was Hoobastank ook te horen in Nederland. In Nederland behaalde The Reason een 6e plaats in de Top 40. De single Same Direction werd ook nog eens uitgebracht in Europa, maar haalde Same Direction de tipparade niet.
Rond 2005 maakte bassist Marku Lappalaien bekend dat hij de band zou verlaten om een eigen (metal) band op te richten; Not Forgotten. In februari 2005 maakte Hoobastank bekend dat ze bezig waren met een nieuw album, Every Man For Himself. Het album stond gepland voor eind 2005, maar werd verplaatst naar april 2006. In de tussentijd vond de band een vervangende bassist: Josh Moreau.
In maart 2006 lanceerde Hoobastank de eerste single van het nieuwe album, If I Were You. De single doet enigszins denken aan de oude single The Reason, wat bij veel fans voor verontrusting zorgde. Deze verontrusting verdween al snel, nadat Hoobastank een maandje later een tweede, iets hardere, single uitbracht, Born To Lead. Begin april 2006 werd het nieuwe album uiteindelijk uitgebracht. Al hadden de fans er in het begin hun twijfels over, de meeste fans vinden dit het beste album tot nu toe vanwege de diversiteit. Van het zachte If I Were You tot het harde Finally Awake, en van het diepe Say The Same (ter ere van oud-bassist Marku Lappalaien) tot het instrumentrijke More Than A Memory. Ook de band zelf vindt dit hun beste album tot nu toe, omdat ze meer vrijheid dan ooit hadden in het maken van het album.

### Latere jaren
Na de verschijning van Every Man For Himself was Hoobastank vooral aan het toeren in Amerika. Ook zou de band begin 2007 een tour in het Verre Oosten maken, gevolgd door een tour in Europa in de zomer van 2007. Na het toeren ging Hoobastank aan de slag met een nieuw album, dat onder de titel For(n)ever uitkwam op 27 januari 2009.
In september 2012 verscheen het album Fight or Flight, waarna het bijna zes jaar zou duren voor er een opvolger kwam. Het zesde studioalbum van Hoobastank, Push Pull, verscheen uiteindelijk in mei 2018.

## Discografie

### Albums
| Album met eventuele hitnotering(en) in de Nederlandse Album Top 100 | Datum van verschijnen | Datum van binnenkomst | Hoogste positie | Aantal weken | Opmerkingen |
| ------------------------------------------------------------------- | --------------------- | --------------------- | --------------- | ------------ | ----------- |
| Muffins                                                             | 1997                  | -                     | -               | -            |             |
| They sure don't make basketball shorts like they used to            | 1998                  | -                     | -               | -            |             |
| Hoobastank                                                          | 2001                  | -                     | -               | -            |             |
| The target EP                                                       | 2002                  | -                     | -               | -            |             |
| The reason                                                          | 2003                  | 17-07-2004            | 59              | 9            |             |
| Every man for himself                                               | 2006                  | -                     | -               | -            |             |
| For(n)ever                                                          | 2009                  | -                     | -               | -            |             |
| Fight or Flight                                                     | 2012                  | -                     | -               | -            |             |
| Push Pull                                                           | 2018                  | -                     | -               | -            |             |

### Singles
| Single met eventuele hitnotering(en) in de Nederlandse Top 40 | Datum van verschijnen | Datum van binnenkomst | Hoogste positie | Aantal weken | Opmerkingen                               |
| ------------------------------------------------------------- | --------------------- | --------------------- | --------------- | ------------ | ----------------------------------------- |
| The reason                                                    | 2004                  | 26-06-2004            | 9               | 17           | Alarmschijf / Nr. 16 in de Single Top 100 |

| Single met hitnotering(en) in de Vlaamse Ultratop 50 | Datum van verschijnen | Datum van binnenkomst | Hoogste positie | Aantal weken | Opmerkingen |
| ---------------------------------------------------- | --------------------- | --------------------- | --------------- | ------------ | ----------- |
| The reason                                           | 2004                  | 28-08-2004            | 12              | 11           |             |